# Cavité de Larris Millet à Saint-Martin-le-Nœud
Cavité de Larris Millet à Saint-Martin-le-Nœud este o arie protejată (sit de importanță comunitară — SCI) din Franța întinsă pe o suprafață de 1,64 ha, integral pe uscat.

## Localizare
Centrul sitului Cavité de Larris Millet à Saint-Martin-le-Nœud este situat la coordonatele 49°24′34″N 2°03′35″E / 49.40944°N 2.05972°E.

## Înființare
Situl Cavité de Larris Millet à Saint-Martin-le-Nœud a fost declarat arie specială de conservare în baza directivei 92/43 din 1992 referitoare la conservarea habitatelor naturale și a faunei și florei sălbatice pentru a proteja 3 specii de animale.

## Biodiversitate
Situată în ecoregiunea atlantică, aria protejată nu include niciun habitat protejat.
La baza desemnării sitului se află mai multe specii protejate de  mamifere (3): liliac cu urechi mari (Myotis bechsteinii), liliac cărămiziu (Myotis emarginatus), liliac comun (Myotis myotis).
Pe lângă speciile protejate, pe teritoriul sitului au mai fost identificate 3 specii de păsări, 5 specii de mamifere, 1 specie de nevertebrate.